# Ліандер (Техас)
Ліандер (англ. Leander) — місто (англ. city) в США, в округах Вільямсон і Тревіс штату Техас. Населення — 59 202 особи (2020).

## Географія
Ліандер розташований за координатами 30°34′10″ пн. ш. 97°51′39″ зх. д. / 30.56944° пн. ш. 97.86083° зх. д. (30.569407, -97.860838).  За даними Бюро перепису населення США в 2010 році місто мало площу 59,62 км², з яких 59,18 км² — суходіл та 0,43 км² — водойми. В 2017 році площа становила 85,99 км², з яких 85,48 км² — суходіл та 0,51 км² — водойми.

## Демографія
Згідно з переписом 2010 року, у місті мешкала 26 521 особа в 8557 домогосподарствах у складі 6973 родин. Густота населення становила 445 осіб/км².  Було 8949 помешкань (150/км²).
Расовий склад населення:
| - 80,2 % — білих - 4,8 % — чорних або афроамериканців - 2,4 % — азіатів - 0,7 % — корінних американців - 0,1 % — вихідців з тихоокеанських островів - 7,8 % — осіб інших рас |

До двох чи більше рас належало 4,0 %. Частка іспаномовних становила 24,5 % від усіх жителів.
За віковим діапазоном населення розподілялося таким чином: 34,2 % — особи молодші 18 років, 60,9 % — особи у віці 18—64 років, 4,9 % — особи у віці 65 років та старші. Медіана віку мешканця становила 31,4 року. На 100 осіб жіночої статі у місті припадало 97,1 чоловіків;  на 100 жінок у віці від 18 років та старших — 93,3 чоловіків також старших 18 років.
Середній дохід на одне домашнє господарство  становив 92 768 доларів США (медіана — 80 178), а середній дохід на одну сім'ю — 98 888 доларів (медіана — 85 155). Медіана доходів становила 55 215 доларів для чоловіків та 42 065 доларів для жінок. За межею бідності перебувало 4,5 % осіб, у тому числі 5,3 % дітей у віці до 18 років та 6,4 % осіб у віці 65 років та старших.
Цивільне працевлаштоване населення становило 15 892 особи. Основні галузі зайнятості: освіта, охорона здоров'я та соціальна допомога — 21,8 %, науковці, спеціалісти, менеджери — 13,9 %, роздрібна торгівля — 13,4 %.